# Бояна Донева
Бояна Георгиева Донева е българска актриса.

## Биография
Родена е в Русе на 7 януари 1886 г. Дебютира през 1904 г. в пътуващия театър „Роза Попова“. Последователно е актриса в „Модерен театър“ на Георги Донев, „Съвременен театър“ на Матей Икономов. От 1914 до 1919 г. работи в Гюмюрджински общински театър, след това играе в пътуващите театри на Георги Донев. В периодите 1912-1913, 1922-1925, 1926-1933 и 1937-1941 г. е актриса в Русенски общински театър. През 1941-1944 г. играе на сцената на Скопския народен театър. Почива на 5 октомври 1954 г. в Русе.

## Роли
Бояна Донева играе множество роли, по-значимите са:
- Регина – „Призраци“ на Хенрих Ибсен
- Г-жа Ракен – „Тереза Ракен“ на Емил Зола
- Ана Андреевна – „Ревизор“ на Николай Гогол
- Баба Гицка – „Големанов“ на Ст. Л. Костов
- Хаджиева – „Златната мина“ на Ст. Л. Костов
- Гена – „Майстори“ на Рачо Стоянов
- Матрьона – „Силата на мрака“ на Лев Толстой[1]